# Forntida huvudstäderna i kungariket Tonga
Forntida huvudstäderna i kungariket Tonga är sedan 9 augusti 2007 ett av Tongas tentativa världsarv. Detta planerade världsarv är tänkt att bestå av två fornminnen:
- Historiska parken Ha'amonga 'A Maui i Heketa nära Niutoua
- Forntida kungliga gravarna i Lapaha i byn Mu'a